# Resource Description and Access
Resource Description and Access (RDA) è uno standard per la descrizione e l'accesso alle risorse bibliografiche progettato per il mondo digitale e pubblicato nel 2010.

## Descrizione
Il testo è un insieme di linee guida e istruzioni per la registrazione di dati bibliografici. È indirizzato principalmente alle biblioteche, e ad altre istituzioni culturali come musei e archivi. RDA sostituisce e supera le Anglo-American Cataloguing Rules (AACR2), lo standard di catalogazione bibliografica precedentemente usato nelle biblioteche di lingua inglese, che mostrava crescenti aspetti critici rispetto alle necessità degli utenti.

## Storia
Lo standard è stato prodotto dal Joint Steering Committee for Development of RDA (JSC) su incarico del Committee of Principals (COP), un organismo responsabile di tutti i progetti e i programmi relativi a RDA e della pubblicazione delle sue edizioni e revisioni. Il COP è composto da rappresentanti di: American Library Association (ALA), British Library (BL), Canadian Library Association (CLA), Chartered Institute of Library and Information Professionals (CILIP), Library and Archives Canada (LAC), Library of Congress (LoC) e National Library of Australia (NLA).

## Caratteristiche
Renate Behrens e Verena Schaffner sintetizzano in alcuni punti essenziali le caratteristiche innovative di RDA: internazionale; basato su principi e modelli condivisi; progettato per la facilità d'uso e l'efficienza; indipendente dalla tecnologia utilizzata ma adatto all'impiego nel web; applicabile a qualsiasi tipo di media e utilizzabile per la produzione di metadati di qualsiasi tipo di risorsa; applicabile in tutte le istituzioni culturali perché non più centrato esclusivamente sulle risorse bibliografiche.
L'apertura di RDA a una platea mondiale è rappresentata dalla scomparsa dell'aggettivo angloamericano, che era presente nel nome del codice precedente (AACR2). L'aggettivo era utile per indicare l'ambito culturale di produzione delle norme, ma è stato percepito dal JSC come una potenziale limitazione del pubblico al quale RDA si rivolge.
A differenza degli standard precedenti, pubblicati prima del 1998, RDA si basa su principi e modelli concettuali condivisi a livello internazionale a partire dalla fine del millennio scorso. Il testo di RDA si richiama esplicitamente ai Principi internazionali di catalogazione (ICP) e al rapporto FRBR (Functional Requirements for Bibliographic Records), il modello concettuale per i dati bibliografici rilasciato dall'IFLA nel 1998. Attenzione maggiore viene data alle modalità di accesso alla risorsa descritta e alle sue relazioni con altre entità bibliografiche.
Alcune scelte di fondo di RDA hanno lo scopo di facilitarne l'uso anche da parte di utenti non esperti nella creazione dei metadati. In particolare i due principi "prendi ciò che vedi" e "accetta ciò che ottieni" - che si applicano nella fase di registrazione degli attributi di una risorsa - mirano da un lato a consentire la trascrizione dei dati presenti su una risorsa nella forma in cui i dati si presentano (per esempio, senza interventi di normalizzazione delle maiuscole) e dall'altro a consentire che i dati ottenuti mediante procedimenti automatici di derivazione di dati (per esempio, tramite i dati forniti da terze parti o tramite sistemi di riconoscimento ottico dei caratteri) vengano accettati nella forma in cui pervengono all'agenzia che crei i dati.
RDA presenta un aspetto teorico molto importante: è uno standard di contenuto, ovvero definisce quale deve essere il contenuto dei dati necessari per descrivere e fornire accesso a una risorsa, ma non prescrive una tecnologia specifica con cui essi devono essere registrati. Quindi la scelta dello strumento tecnico (per esempio, un catalogo a volume, un catalogo a schede, un catalogo in formato elettronico prodotto con un particolare Library Management System) che l'agenzia che crea i dati mette a disposizione del proprio utente per la loro consultazione è indipendente da RDA. Allo stesso tempo, ciò significa che RDA è progettato per essere applicato in qualsiasi contesto tecnologico; invece la scelta di uno strumento tecnologico più avanzato garantisce una migliore efficienza ed efficacia del sistema. Come standard di contenuto, RDA è utilizzabile immediatamente anche nel web ed è pronto anche per il web semantico.
La progettazione di un codice che sostituisse le AACR2 era nata dalla constatazione che queste erano inadatte a descrivere in modo efficace il contenuto e il supporto di una risorsa. In RDA, anche grazie all'analisi compiuta applicando FRBR, sono state individuate e possono essere descritte con precisione molte caratteristiche che riguardano aspetti diversi della medesima risorsa: il tipo di contenuto (per esempio, testo, musica notata, musica interpretata, immagine cartografica, programma per computer, suono, parlato; vedi RDA 6.1), il tipo di media (per esempio, audio, microforma, proiezione, video, non mediato; vedi RDA 3.2), il tipo di supporto (specificato per ogni tipo di media; per esempio, nel caso dei media di tipo "video" i supporti possono essere cartuccia video, cassetta video, bobina di nastro, video disco) e le modalità di emissione (per esempio, in una sola unità, una monografia in più parti, un seriale o una risorsa integrativa).
L'inclusione di una gamma completa di caratteristiche per la descrizione di una risorsa consente l'applicazione di RDA anche a oggetti tradizionalmente non inclusi nei cataloghi bibliografici prodotti in base ai codici precedenti. RDA quindi è applicabile anche ai documenti d'archivio (a questo scopo è prevista la registrazione dei dati relativi alle entità di tipo Famiglia) e agli oggetti conservati nei musei (a questo scopo è prevista la descrizione di oggetti).

## Formazione
Diversi autori hanno notato che Internet ha agevolato la condivisione di materiali formativi in RDA ed informazioni con altri istituti. In alcuni casi, la condivisione risulta complicata dai diritti d'autore; per evitare questo problema si può ricorrere ai ricchissimi strumenti di formazione (presentazioni, video, conferenze, esempi di insiemi di dati RDA ecc.) appositamente predisposto dalla Library of Congress, in inglese e in spagnolo, che invita i formatori a utilizzare, riutilizzare e modificare liberamente tutto il materiale didattico offerto, con l'unica condizione di citare la provenienza.
Anche catalogatori professionisti ed autorevoli istituzioni come le Università di Chicago e del Nord Carolina hanno pubblicato in rete materiale atto alla formazione, che ha riscosso ampio successo all'interno della comunità di catalogatori.

## Traduzione italiana
A inizio novembre 2015 è stata pubblicata dall'ICCU, per conto del Ministero dei beni e delle attività culturali e del turismo, la traduzione italiana di RDA a cura del Gruppo di lavoro tecnico per traduzione dello standard RDA. Il testo - basato sulla versione di RDA dell'aprile 2014 - è disponibile in versione pdf e, in base agli accordi con l'ALA (American Library Association), rimarrà disponibile per un anno. Nel frattempo, l'ICCU sta lavorando al caricamento del testo nel Toolkit RDA, che consente la navigazione nel testo (molto utile per seguire i numerosi rinvii interni) e il collegamento con risorse esterne utili all'agenzia che crea i dati.